# Night Teeth
Night Teeth è un film del 2021 diretto da Adam Randall.
Pellicola thriller su una sceneggiatura di Brent Dillo con protagonisti Jorge Lendeborg Jr., Debby Ryan, Lucy Fry, Alfie Allen, Raúl Castillo, Megan Fox e Sydney Sweeney.
Night Teeth e stato pubblicato il 20 ottobre 2021 da Netflix. Il film ha ricevuto recensioni contrastanti da parte della critica.

## Trama
Uno studente universitario che lavora come autista freelance dà un passaggio a due donne misteriose per vari nightclub di Los Angeles.
Tuttavia, dopo aver scoperto che sono entrambe dei vampiri, deve combattere per rimanere in vita.

## Produzione
Nell'agosto 2019, è stato annunciato che Adam Randall avrebbe diretto il film da una sceneggiatura di Brent Dillon, con la distribuzione di Netflix.
Nel febbraio 2020, Jorge Lendeborg Jr., Debby Ryan, Lucy Fry, Alfie Allen e Raúl Castillo si sono uniti al cast del film. Nel luglio dello stesso anno si sono aggiunti Alexander Ludwig, Bryan Batt e Marlene Forte.

### Riprese
La fase di lavorazione è iniziata nel febbraio 2020 a New Orleans e Los Angeles. Nello stesso anno, la produzione è stata interrotta a causa della pandemia di COVID-19.